# Las tres caras de Eva
Las tres caras de Eva es una película estadounidense de drama y misterio de 1957 que adapta un libro publicado por los psiquiatras Corbett H. Thigpen y Hervey M. Cleckley, quienes también ayudaron a escribir el guion. Dirigida por Nunnally Johnson, la protagonizan Joanne Woodward, David Wayne, Lee J. Cobb, Nancy Kulp y Alistair Cooke. El rodaje se llevó a cabo en el Medical College of Georgia, en Augusta, Georgia. Tanto el libro como la película, están basados en el tratamiento de estos dos psiquiatras del entonces llamado trastorno de personalidad múltiple de la estadounidense y artista Chris Costner Sizemore, a quien llaman «Eva» (Eve).

## Sinopsis
En 1951, Eve White es una esposa y madre tímida y humilde que tiene dolores de cabeza severos y cegadores y desmayos ocasionales. Eventualmente, va a ver al psiquiatra Dr. Luther, y mientras mantiene una conversación, emerge una «nueva personalidad», la salvaje y divertida Eve Black. Eve Black lo sabe todo sobre Eve White, pero Eve White no conoce a Eve Black.
Eve White es enviada a un hospital para observación después de que Eve Black es encontrada estrangulando a la hija de Eve White, Bonnie. Cuando Eve White es liberada, su esposo Ralph encuentra un trabajo en otro estado y la deja en una pensión, mientras Bonnie se queda con los padres de Eve. Cuando Ralph regresa, él le dice que no cree que ella tenga múltiples personalidades e intenta llevarla a Jacksonville, Florida, con él, pero ella siente que no está lo suficientemente bien como para irse y teme que Eve Black intente dañar a Bonnie de nuevo, y se niega a ir. Eve Black se enfrenta a Ralph en su motel, donde no solo se da cuenta de que Eve Black es real, sino que también lo convence de que la lleve a Jacksonville. Cuando Eve Black sale a bailar con otro hombre, Ralph la abofetea cuando ella regresa y termina divorciándose de Eve White.
El Dr. Luther considera que tanto Eve White como Eve Black son personalidades incompletas e inadecuadas. La película muestra los intentos del Dr. Luther de comprender y lidiar con estos dos rostros de Eva. Bajo hipnosis en una sesión, surge una tercera personalidad, la relativamente estable Jane. El Dr. Luther finalmente la impulsa a recordar un evento traumático en la infancia de Eve. Su abuela había muerto cuando ella tenía seis años y, de acuerdo con la costumbre familiar, se suponía que los parientes besaban a la persona muerta en el velorio, lo que les facilitaba soltarse. Mientras Eve grita, su madre la obliga a besar el cadáver. Al parecer, el terror de Eve llevó a crear diferentes personalidades.
Tras descubrir el trauma, Jane recuerda toda su vida y cuando el Dr. Luther pide hablar con Eve White y Eve Black, le dice que se han ido. Después se casa con un hombre llamado Earl al que conoció cuando ella era Jane y se reúne con su hija Bonnie.

## Premios

### Premios Oscar
| Categoría    | Persona         | Resultado |
| ------------ | --------------- | --------- |
| Mejor actriz | Joanne Woodward | Ganadora  |